# تشارلي جونز (معلق رياضي)
تشارلي جونز (بالإنجليزية: Charlie Jones)‏ هو معلق رياضي أمريكي، ولد في 9 نوفمبر 1930 في فورت سميث في الولايات المتحدة، وتوفي في 12 يونيو 2008 في لاهويا في الولايات المتحدة بسبب نوبة قلبية.

## وصلات خارجية
- تشارلي جونز على موقع IMDb (الإنجليزية)
- تشارلي جونز على موقع قاعدة بيانات الفيلم (الإنجليزية)